# Anstehendes Gestein

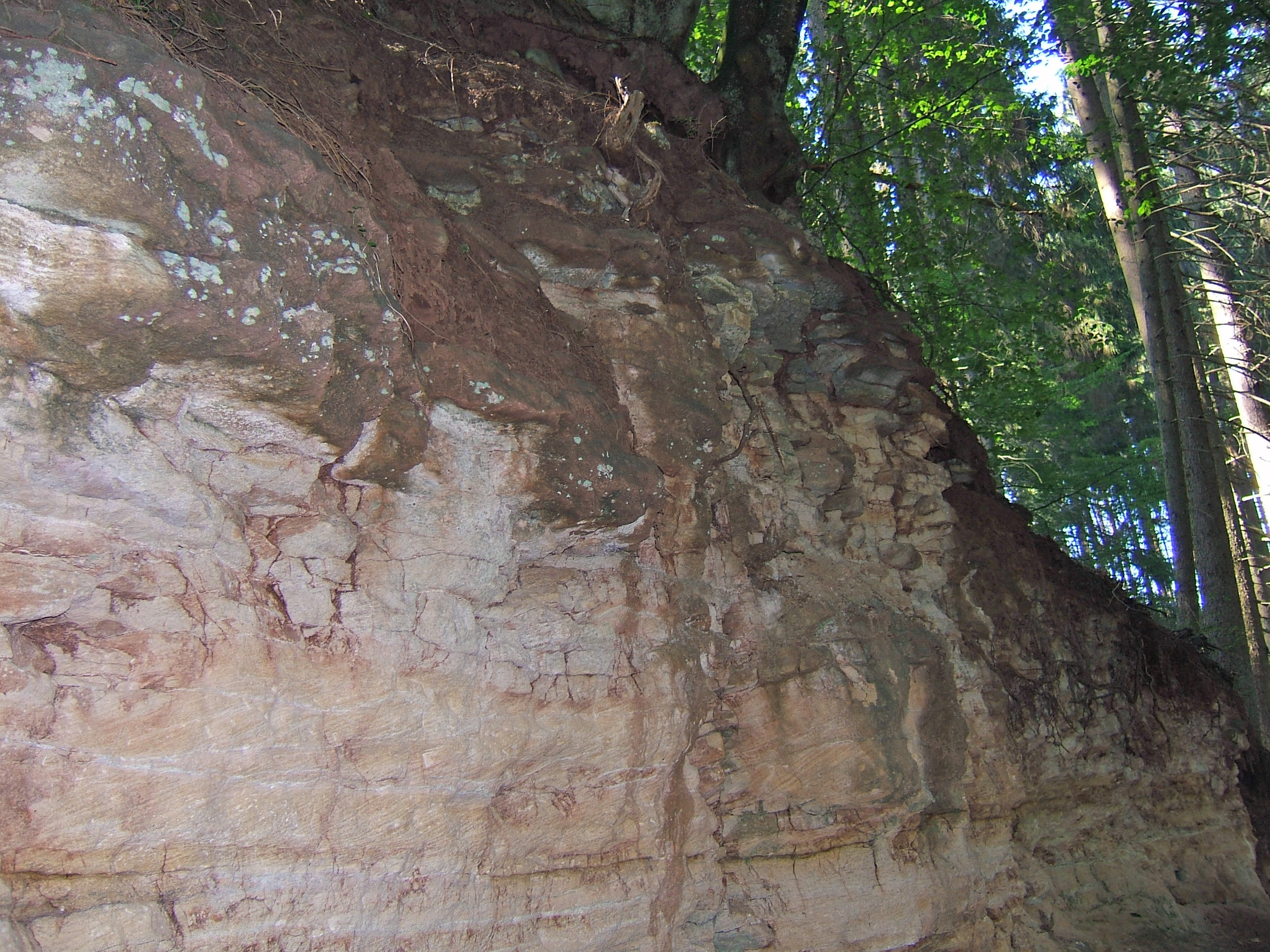
Anstehender Stubensandstein in einem Aufschluss im Schönbuch. Im oberen und rechten Teil des Bildes gut erkennbar ist die auflagernde Bodenschicht.

Als anstehendes Gestein (auch kurz Anstehendes) bezeichnet man in der Geologie an oder nahe der Erdoberfläche befindliches Gestein, das in einem natürlichen Verband mit dem Gestein des Untergrunds steht. Dabei ist es unerheblich, ob dieses Gestein tatsächlich an der Erdoberfläche sichtbar (aufgeschlossen) oder von Boden, künstlich (anthropogen) aufgeschüttetem Material oder, in Polar- und Hochgebirgsregionen, von Gletschereis überdeckt ist. Das Anstehende zeigt die an entsprechender Stelle anzutreffenden, ursprünglichen, von (sub)rezenter (holozäner) Verwitterung, Erosion oder Sedimentation unbeeinflussten geologischen Verhältnisse. Im Umkehrschluss sind (sub)rezente Bildungen, wie Böden (im Sinne der Bodenkunde), Hangschutt, oder anthropogene Aufschüttungen von der Bezeichnung „Anstehendes“ ausgeschlossen.
Angelehnt an die Bergmannssprache wird anstehendes Gestein in der Geologie bisweilen auch als Gebirge bezeichnet. Die bergmännische Bezeichnung Dammerde für den auflagernden Boden ist unter Geologen hingegen heute allgemein ungebräuchlich.
Ist das Anstehende ein Festgestein, spricht man, insbesondere in der Ingenieurgeologie und im Bauwesen, auch von gewachsenem Fels, jedoch beschränkt sich die Bezeichnung „Anstehendes“ nicht ausschließlich auf Festgestein, sondern kann sich auch auf geologisch relativ junge, halb- oder unverfestigte Sedimente beziehen. Letztgenannte werden in bautechnischem Zusammenhang auch als „gewachsener Boden“ bezeichnet, wobei darin auch subrezente Bildungen, beispielsweise Torf, nicht aber der Oberboden, einbegriffen sind.